# تل برسيب

موقع تل برسيب على خريطة سوريا.

تل برسيب اسم يرد في النصوص الآشورية لمدينة وجدت على تل أحمر ، وسمها شولمانو- اشارئد الثالث لاحقًا كار شولمانو- اشارئد، بينما يرد اسمها في الكتابات الحيثية على شكل ماسواري (Masuwari).
تقع المدينة على الضفة الشرقية للفرات عند مصب الساجور فيه. وكانت عاصمة المملكة الآرامية الصفيرة بيث عديني.

## تاريخ ونشأة المدينة
يقع تل برسيب و الذي يدعى أيضا تل أحمر في شمال سوريا الحالية، نحو 20 كم جنوبي كركميش (على الحدود التركية)، حيث يرتفع التل الأثري في وسط سهل نهري خصب، وقد كان للموقع أهمية بوقوعه على تقاطع طرق التجارة البعيدة. وقد بلغت مساحة المدينة 60 هكتار، وقسمت إلى ثلاث أقسام: الأكروبوليس (الحارة الفوقا)، وغربها الحارة الوسطى، ثم الحارة التحتا في الشمال.
أولى أثار الاستيطان في الموقع (فخار) تعود لفترة العبيد (5300-4000 ق.م)، ثم يمكن الاستدلال على مستقر صغير في الموقع مع بداية الألف الثالث ق.م، ومن منتصف الالف الثالث ق.م كشف المدفن المطمور (Hypogaeum) على حافة التل، مع عصر الحديد في نهاية الألف الثاني ق.م أصبحت المدينة ذات أهمية واسعة، واحتلّها الـحيثيون لاحقًا.
أما القصر فيها فيعود للفترة الآشورية، وكانت المدينة مركزًا لعبادة إله العاصفة، إذ وجد فيها نصب لإله العاصفة ذا سمات حيثية متأخرة من القر العاشر والتاسع ق.م وهو موجد في اللوفر حاليًا، وكذلك وجد تمثال اشور- أههئ- يدينا في تل برسيب.

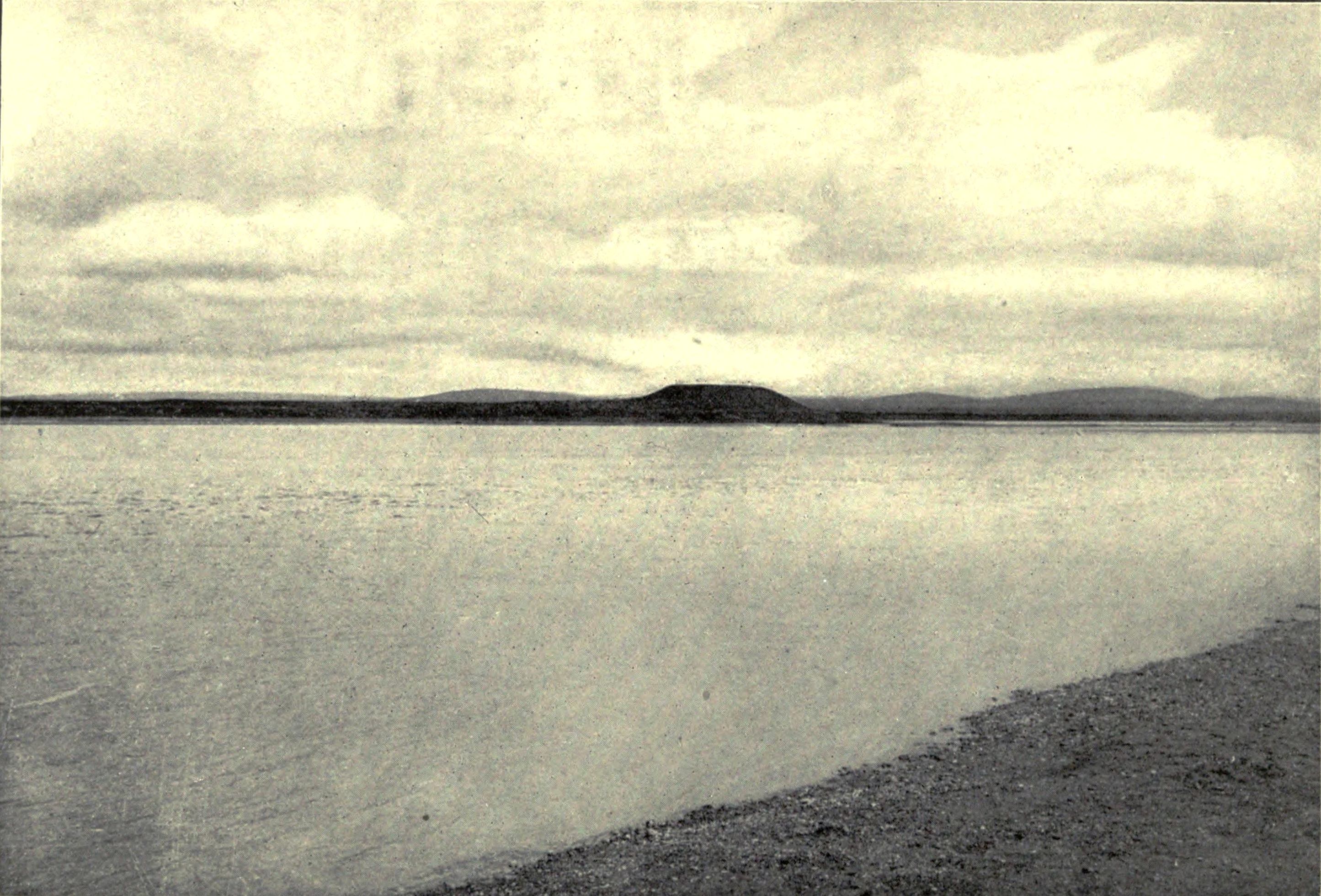
صورة التقطت عام 1910 لمنطقة تل أحمر الواقعة على الضفة الشرقية لنهر الفرات

بقي الموقع مستوطن بعد الفترة الآشورية إذ يسمي الجغرافي اليوناني كلاوديوس بطليموس الموقع بِرسيبا(Bersiba). لاحقاً هُجر الموقع، وعاد الاستيطان فيه مع منتصف القرن التاسع عشر الميلادي.

## تنقيب

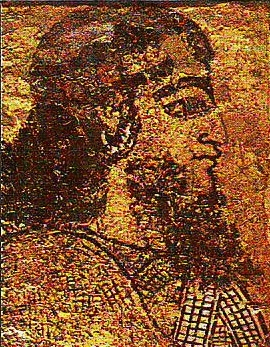
لوحة رأس رجل من تنقيبات تل برسيب موجودة الآن في متحف حلب الوطني.

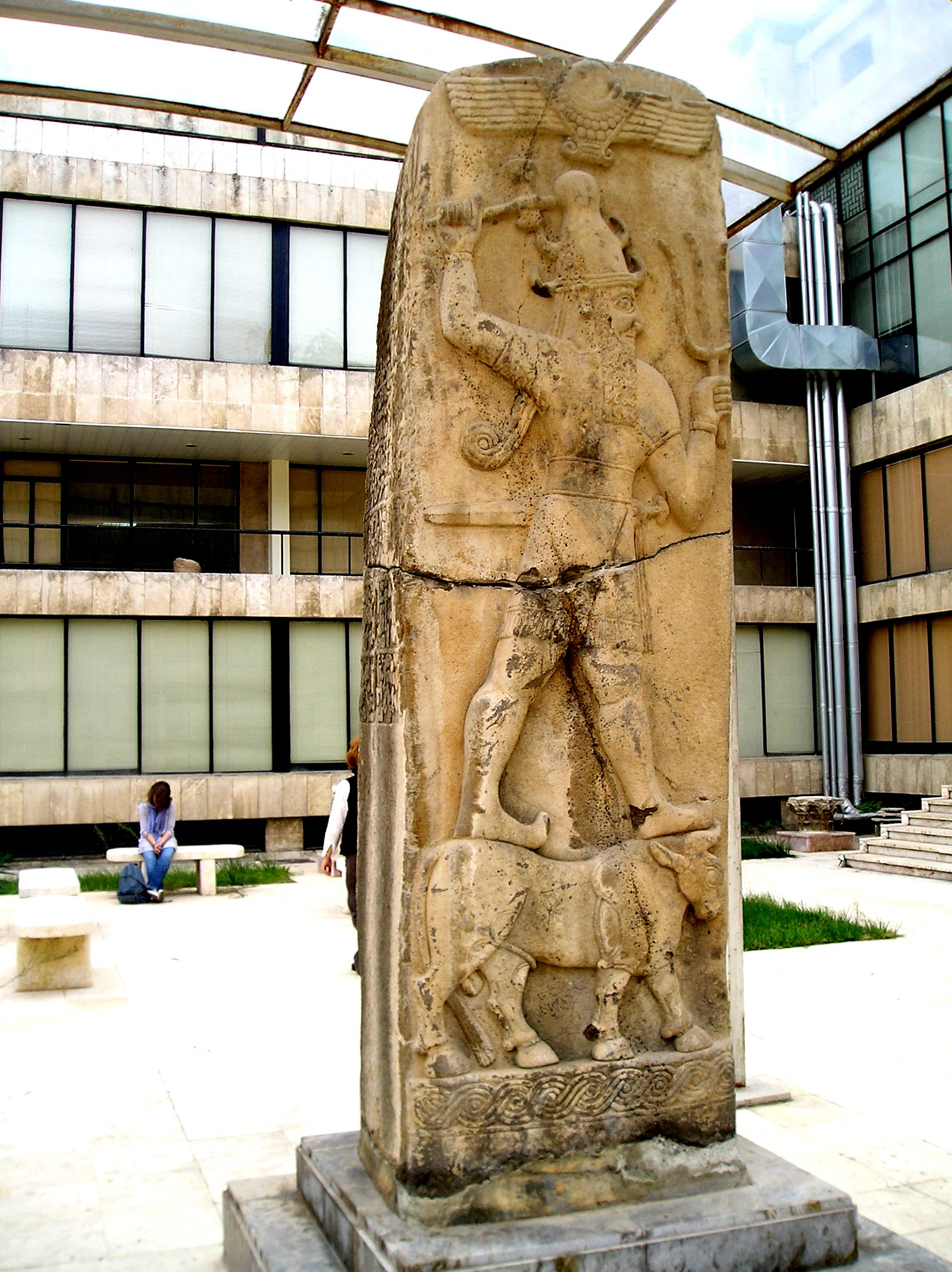
شاهدة يعود تاريخها إلى العصر الحثّي الحديث حوالي عام 900 قبل الميلاد. اكتشفت في موقع تل برسيب على ضفاف نهر الفرات

أولى الحفريات أجراها هوغراث (D. G. Hogarth) عام 1908 م، إذ كشف عن أسد عليه كتابة مسمارية، وبين الأعوام 1929 حتى 1931 كشف منقبون فرنسيون بقيادة (Jean Geneviève François Thureau-Dangin) عن بقايا القصر الآشوري، وتابع أعمال التنقب بدءاً من 1980م بونين (Guy Bunnen) من جامعة لييج، ولا تسمح القرية الحالية الموجودة فوق التل إلا ببعض الأسبار الكشفية، كما أن المياه تصل إلى التل الأثري منذ إنشاء سد الفرات.

## روابط
archaeophysics